# Condado de Bertie
O Condado de Bertie é um dos 100 condados do estado americano da Carolina do Norte. A sede do condado é Windsor, e sua maior cidade é Windsor. O condado possui uma área de 1 920 km² (dos quais 109 km² estão cobertos por água), uma população de 19 773 habitantes, e uma densidade populacional de 21 hab/km² (segundo o censo nacional de 2000). O condado foi fundado em 1722.